# Gyna nigrifrons
Gyna nigrifrons es una especie de cucaracha del género Gyna, familia Blaberidae.

## Distribución
Esta especie se encuentra en Angola.